# 라에아프티크

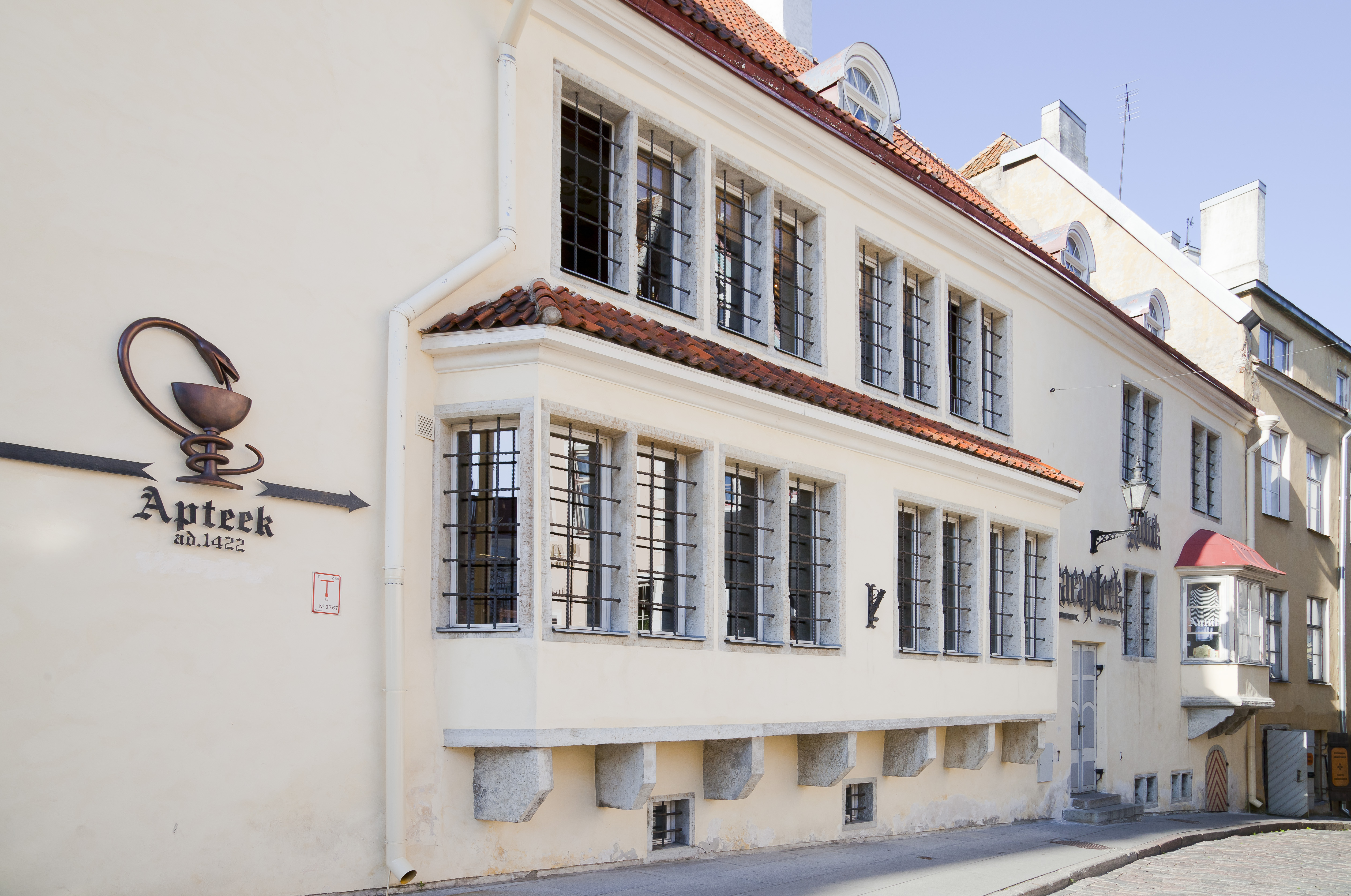
라에아프티크

라에아프티크(에스토니아어: Raeapteek)는 에스토니아 탈린에 있는 약국이다. 시청광장에 있는 이 약국은 유럽에서 가장 오래 운영된 약국 중 하나로, 15세기 초부터 항상 같은 곳에서 영업을 해왔다. 또한 탈린에서 가장 오래된 상업 기업이자 가장 오래된 의료 시설이기도 하다.
약국에 대한 최초의 알려진 이미지는 구스타프 아돌프 올데코프가 그린 유화로, 1800년 탈린 시청 광장을 그린다. 건물의 첫 번째 사진은 1889년에 촬영되었다.